# Lloyd Levin
Pour les articles homonymes, voir Levin.
Lloyd Levin, né le 29 novembre 1957 à Paramus, est un producteur de cinéma américain.

## Biographie
Lloyd Levin étudie à l'université Brown. Il commence sa carrière en 1984 en tant que relecteur pour Lawrence Gordon et attire son attention sur le roman Nothing Lasts Forever, dont Piège de cristal est alors adapté. Il devient alors le protégé de Gordon et le seconde durant toute sa carrière, produisant notamment avec lui les deux films adaptés de Tomb Raider et de Hellboy ainsi que Watchmen : Les Gardiens.

## Filmographie
(comme producteur sauf mention contraire)
- 1989 : Jusqu'au bout du rêve (producteur associé)
- 1989 : Chien de flic (producteur associé)
- 1989 : Haute Sécurité (coproducteur)
- 1990 : 58 minutes pour vivre (producteur délégué)
- 1990 : Predator 2 (producteur délégué)
- 1991 : Les Aventures de Rocketeer
- 1997 : Ennemis rapprochés (producteur délégué)
- 1997 : Event Horizon, le vaisseau de l'au-delà
- 1997 : Boogie Nights
- 1999 : Mystery Men
- 2001 : Lara Croft: Tomb Raider
- 2001 : K-PAX : L'Homme qui vient de loin
- 2003 : Lara Croft : Tomb Raider, le berceau de la vie
- 2004 : Hellboy
- 2006 : Vol 93
- 2008 : Hellboy 2
- 2009 : Watchmen : Les Gardiens
- 2010 : Green Zone
- 2019 : Hellboy de Neil Marshall
- 2021 : Désigné coupable (The Mauritanian) de Kevin Macdonald
- 2024 : The Salt Path de Marianne Elliott